# Tottenham Hotspur Football Club 2010-2011
Questa voce raccoglie le informazioni riguardanti il Tottenham Hotspur Football Club nelle competizioni ufficiali della stagione 2010-2011.

## Stagione

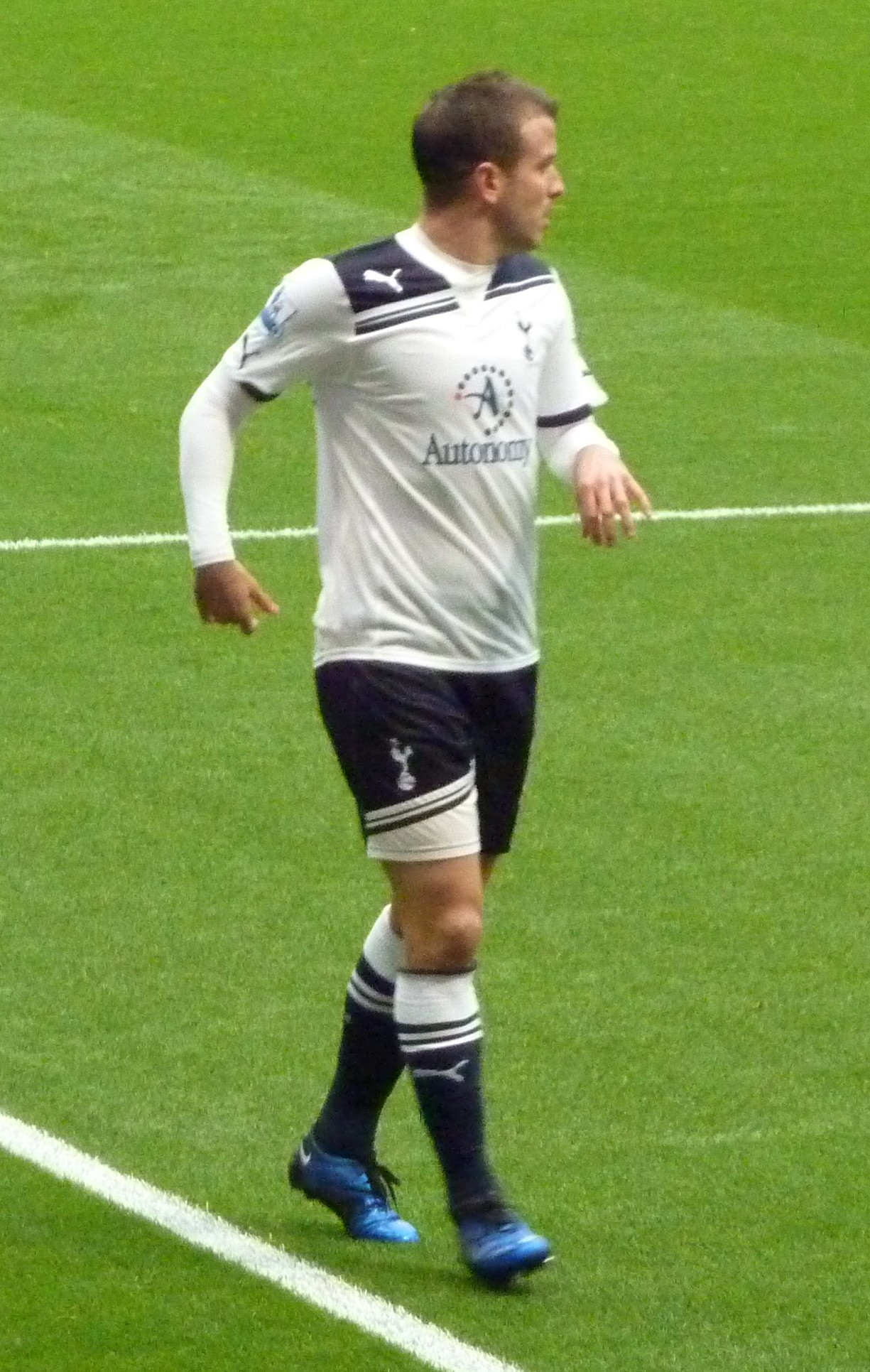
Rafael van der Vaart, acquistato dal Real Madrid nell'ultimo giorno di mercato, a fine stagione è il giocatore del Tottenham con più reti in tutte le competizioni (14)

### Premier League

#### Girone di andata
Il 14 agosto 2010 il Tottenham inizia il campionato 2010-2011 con un pareggio casalingo a reti bianche contro il Manchester City di Mancini, prima di vincere 2-1 in casa dello Stoke grazie ad una doppietta di Bale. La giornata successiva arriva la prima sconfitta contro il Wigan, che decide il match a White Hart Lane con una rete di Rodallega. Dopo un pareggio a West Bromwich, il club londinese torna a riottenere i 3 punti contro il Wolverhampton, prima di perdere in casa del West Ham Utd e piombare all'ottavo posto, fuori dall'Europa. A partire da questo momento però la squadra di Redknapp ingrana una serie di tre risultati utili consecutivi che la fanno risollevare in quinta posizione, prima di cadere per 2-0 ad Old Trafford contro lo United il 30 ottobre. Ai primi di novembre arriva un'altra sconfitta a Bolton e un pari col Sunderland ma successivamente giungono tre successi consecutivi tra cui la vittoria per 3-2 all'Emirates nel Derby del nord di Londra contro l'Arsenal e quella in casa contro il Liverpool per 2-1. Gli Spurs chiudono il girone d'andata con due pareggi e altri due successi che li rimettono in corsa per il quarto posto, ultimo valevole per la qualificazione ai preliminari di Champions.

#### Girone di ritorno
Il Tottenham inizia il girone di ritorno e il 2011 con una vittoria di misura sul Fulham grazie ad un gol di Bale. Il 5 gennaio 2011 perde però a Liverpool con l'Everton, prima di pareggiare due volte con Manchester Utd (0-0) e Newcastle Utd (1-1). Le tre vittorie di inizio febbraio riportano gli Spurs a -1 dal quarto posto, anche se il 22 febbraio arriva un'inaspettata sconfitta a Blackpool, la prima da un mese e mezzo. Tra marzo e aprile arrivano ben cinque pareggi su sei partite che frenano la corsa Champions degli uomini di Redknapp. Le sconfitte nei campi di Chelsea e Manchester City, intervallate dal deludente pareggio casalingo col Blackpool, fanno svanire definitivamente le speranze di partecipare alla massima competizione europea. Le due vittorie nelle ultime due giornate ad Anfield contro il Liverpool e in casa contro il Birmingham City suggellanno comunque il quinto posto, posizione valevole per la qualificazione alla fase a gironi di Europa League.

### FA Cup
Dopo aver battuto 3-0 il Charlton al terzo turno, il Tottenham esce dalla Coppa d'Inghilterra perdendo 4-0 contro il Fulham a Craven Cottage.

### Carling Cup
Nella Coppa di Lega il Tottenham esce di scena subito, perdendo ai sedicesimi 4-1 dopo i tempi supplementari contro i rivali dell'Arsenal.

### Champions League
Al ritorno in Champions League dopo quasi cinquant'anni (ultima partecipazione nella Coppa dei Campioni 1961-1962), il Tottenham deve prima vedersela ai play-off contro lo Young Boys. Sconfitti 3-2 all'andata a Berna, gli Spurs ribaltano il punteggio trionfando 4-0 al ritorno a White Hart Lane, grazie ad una tripletta di Crouch e al gol di Defoe.
I londinesi vengono successivamente sorteggiati nel gruppo A assieme ai campioni in carica dell'Inter, al Werder Brema e al Twente. Pareggiata la prima partita contro il Werder, vincono poi 4-1 nella seconda giornata del 29 settembre 2010 contro il Twente. Il 20 ottobre gli Spurs vengono sconfitti 4-3 dall'Inter a San Siro, nonostante una tripletta di Gareth Bale nel finale. Al ritorno a Londra, gli inglesi sconfiggono comunque i nerazzurri 3-1, prima di vincere ancora una volta in casa per 3-0 contro il Werder Brema, regalandosi la qualificazione agli ottavi con un turno d'anticipo. All'ultima giornata il Tottenham pareggia 3-3 ad Enschede contro il Twente ma passa comunque la fase a gironi come primo classificato, dato che l'Inter cade 3-0 a Brema contro il Werder.
Agli ottavi gli Spurs se la vedono con l'altra squadra meneghina, il Milan. All'andata a Milano del 15 febbraio 2011 gli inglesi hanno la meglio grazie ad un gol di Crouch, mentre al ritorno in Inghilterra l'incontro non va oltre lo 0-0. Rimane negli annali l'aggressione di Rino Gattuso ai danni di Joe Jordan, vice-allenatore del Tottenham, alla fine del match d'andata. Giunti ai quarti di finale, gli Spurs si arrendono al Real Madrid di Mourinho: sconfitti 4-0 il 5 aprile al Bernabéu, perdono anche il ritorno della settimana successiva per 1-0 a White Hart Lane.

## Maglie e sponsor
Lo sponsor tecnico per la stagione 2010-2011 è Puma, mentre lo sponsor ufficiale a partire da questa stagione per due anni è Authority.
| Casa |  | Trasferta |  | Terza divisa |

## Rosa
| N. |                        | Ruolo | Calciatore           |
| -- | ---------------------- | ----- | -------------------- |
| 1  | Brasile (bandiera)     | P     | Heurelho Gomes       |
| 2  | Scozia (bandiera)      | D     | Alan Hutton          |
| 3  | Galles (bandiera)      | A     | Gareth Bale          |
| 4  | Francia (bandiera)     | D     | Younes Kaboul        |
| 6  | Inghilterra (bandiera) | C     | Tom Huddlestone      |
| 7  | Inghilterra (bandiera) | C     | Aaron Lennon         |
| 8  | Inghilterra (bandiera) | C     | Jermaine Jenas       |
| 9  | Russia (bandiera)      | A     | Roman Pavlyuchenko   |
| 11 | Paesi Bassi (bandiera) | C     | Rafael Van der Vaart |
| 12 | Honduras (bandiera)    | C     | Wilson Palacios      |
| 13 | Francia (bandiera)     | D     | William Gallas       |
| 14 | Croazia (bandiera)     | C     | Luka Modrić          |
| 15 | Inghilterra (bandiera) | A     | Peter Crouch         |
| 16 | Inghilterra (bandiera) | D     | Kyle Naughton        |
| 17 | Messico (bandiera)     | A     | Giovani dos Santos   |

| N. |                        | Ruolo | Calciatore                     |
| -- | ---------------------- | ----- | ------------------------------ |
| 18 | Inghilterra (bandiera) | A     | Jermain Defoe                  |
| 19 | Camerun (bandiera)     | D     | Sébastien Bassong              |
| 20 | Inghilterra (bandiera) | D     | Michael Dawson (vice capitano) |
| 21 | Croazia (bandiera)     | C     | Niko Kranjčar                  |
| 22 | Croazia (bandiera)     | D     | Vedran Ćorluka                 |
| 23 | Italia (bandiera)      | P     | Carlo Cudicini                 |
| 24 | Inghilterra (bandiera) | C     | Jamie O'Hara                   |
| 25 | Inghilterra (bandiera) | C     | Danny Rose                     |
| 26 | Inghilterra (bandiera) | D     | Ledley King (capitano)         |
| 27 | Inghilterra (bandiera) | P     | Ben Alnwick                    |
| 30 | Brasile (bandiera)     | C     | Sandro                         |
| 32 | Camerun (bandiera)     | D     | Benoît Assou-Ekotto            |
| 37 | Croazia (bandiera)     | P     | Stipe Pletikosa                |
| 39 | Inghilterra (bandiera) | D     | Jonathan Woodgate              |
| 40 | Sudafrica (bandiera)   | C     | Steven Pienaar                 |

## Calciomercato

### Sessione estiva(dall'1/7 all'1/9)
| Acquisti | Acquisti             | Acquisti    | Acquisti   |
| R.       | Nome                 | da          | Modalità   |
| -------- | -------------------- | ----------- | ---------- |
| D        | William Gallas       | Arsenal     | definitivo |
| C        | Rafael Van der Vaart | Real Madrid | definitivo |

| Cessioni | Cessioni        | Cessioni     | Cessioni |
| R.       | Nome            | a            | Modalità |
| -------- | --------------- | ------------ | -------- |
| C        | Danny Rose      | Bristol City | prestito |
| C        | Andros Townsend | Ipswich Town | prestito |

## Risultati

### Premier League
| Londra 14 agosto 2010, ore 13:45 CEST 1ª giornata | Tottenham | 0 – 0 referto | Manchester City | White Hart Lane (35.928 spett.)\| Arbitro: \| Marriner \| |
| Arbitro:                                          | Marriner  |               |                 |                                                           |

| Arbitro: | Foy |

|            |           |               |
| Fuller 25’ | Marcatori | 19’, 29’ Bale |

| Arbitro: | Dowd |

|  |           |               |
|  | Marcatori | 80’ Rodallega |

| Arbitro: | Webb |

|           |           |            |
| Brunt 40’ | Marcatori | 27’ Modric |

| Arbitro: | Jones |

|                                                      |           |              |
| Van der Vaart 76’ (rig.) Pavlyuchenko 87’ Hutton 90’ | Marcatori | 45’ Fletcher |

| Arbitro: | Webb |

|               |           |  |
| Piquionne 28’ | Marcatori |  |

| Arbitro: | Clattenburg |

|                        |           |                |
| Van der Vaart 45’, 75’ | Marcatori | 16’ Albrighton |

| Arbitro: | Dean |

|            |           |                                  |
| Kamara 30’ | Marcatori | 31’ Pavlyuchenko 63’ Huddlestone |

| Arbitro: | Jones |

|                   |           |            |
| Van der Vaart 20’ | Marcatori | 17’ Baines |

| Arbitro: | Clattenburg |

|                    |           |  |
| Vidić 30’ Nani 84’ | Marcatori |  |

| Arbitro: | Foy |

|                                          |           |                             |
| Davies 30’, 75’ Steinsson 56’ Petrov 90’ | Marcatori | 79’ Hutton 86’ Pavlyuchenko |

| Arbitro: | Marriner |

|                                           |           |                      |
| Bale 16’, 75’ Pavlyuchenko 42’ Crouch 68’ | Marcatori | 79’ Nelsen 89’ Givet |

| Arbitro: | Dowd |

|                      |           |                                       |
| Nasri 8’ Chamakh 27’ | Marcatori | 50’ Bale 67’ van der Vaart 85’ Kaboul |

| Arbitro: | Atkinson |

|                              |           |            |
| Škrtel 65’ (aut.) Lennon 90’ | Marcatori | 42’ Škrtel |

| Arbitro: | Friend |

|             |           |             |
| Gardner 18’ | Marcatori | 50’ Bassong |

| Arbitro: | Dean |

|                  |           |            |
| Pavlyuchenko 15’ | Marcatori | 69’ Drogba |

| Arbitro: | Atkinson |

|                |           |                        |
| Albrighton 82’ | Marcatori | 23’, 67’ van der Vaart |

| Arbitro: | Jones |

|          |           |  |
| Bale 42’ | Marcatori |  |

| Arbitro: | Atkinson |

|                     |           |                   |
| Saha 2’ Coleman 75’ | Marcatori | 10’ van der Vaart |

| Londra 16 gennaio 2011, ore 17:10 CEST 20ª giornata | Tottenham | 0 – 0 referto | Manchester United | White Hart Lane (35.828 spett.)\| Arbitro: \| Dean \| |
| Arbitro:                                            | Dean      |               |                   |                                                       |

| Arbitro: | Halsey |

|               |           |              |
| Coloccini 58’ | Marcatori | 90+1’ Lennon |

| Arbitro: | Marriner |

|  |           |           |
|  | Marcatori | 3’ Crouch |

| Arbitro: | Clattenburg |

|                                         |           |               |
| van der Vaart 6’ (rig.) Kranjčar 90+2'’ | Marcatori | 55’ Sturridge |

| Arbitro: | Jones |

|          |           |                         |
| Gyan 10’ | Marcatori | 44’ Dawson 57’ Kranjčar |

| Arbitro: | Foy |

|                                          |           |                  |
| Adam 18’ (rig.) Campbell 44’ Ormerod 80’ | Marcatori | 90’ Pavlyuchenko |

| Arbitro: | Halsey |

|                             |           |                                 |
| Doyle 19’, 40’ Fletcher 87’ | Marcatori | 30’, 34’ Defoe 48’ Pavlyuchenko |

| Londra 19 marzo 2011, ore 13:45 CEST 27ª giornata | Tottenham | 0 – 0 referto | West Ham | White Hart Lane (36.010 spett.)\| Arbitro: \| Dean \| |
| Arbitro:                                          | Dean      |               |          |                                                       |

| Wigan 2 aprile 2011, ore 16:00 CEST 28ª giornata | Wigan Athletic | 0 – 0 referto | Tottenham | DW Stadium (18.578 spett.)\| Arbitro: \| Marriner \| |
| Arbitro:                                         | Marriner       |               |           |                                                      |

| Arbitro: | Friend |

|                            |           |                           |
| Crouch 11’, 34’ Modric 18’ | Marcatori | 27’ Etherington 41’ Jones |

| Arbitro: | Atkinson |

|                                              |           |                                     |
| van der Vaart 7’, 70’ (rig.) Huddlestone 44’ | Marcatori | 5’ Walcott 12’ Nasri 40’ van Persie |

| Arbitro: | Attwell |

|                            |           |                       |
| Pavlyuchenko 27’ Defoe 66’ | Marcatori | 5’ Odemwingie 81’ Cox |

| Arbitro: | Marriner |

|                                   |           |            |
| Lampard 45’, 70’ (rig.) Kalou 89’ | Marcatori | 19’ Sandro |

| Arbitro: | Probert |

|           |           |                 |
| Defoe 89’ | Marcatori | 76’ (rig.) Adam |

| Arbitro: | Marriner |

|                   |           |  |
| Crouch 30’ (aut.) | Marcatori |  |

| Arbitro: | Webb |

|  |           |                                    |
|  | Marcatori | 9’ van der Vaart 56’ (rig.) Modric |

| Arbitro: | Clattenburg |

|                         |           |             |
| Pavlyuchenko 49’, 90+3’ | Marcatori | 79’ Gardner |

### FA Cup
| Arbitro: | Oliver |

|                             |           |  |
| Townsend 49’ Defoe 58’, 60’ | Marcatori |  |

| Arbitro: | Dowd |

|                                           |           |  |
| Murphy 11’, 14’ Hangeland 30’ Dembélé 45’ | Marcatori |  |

### Carling Cup
| Londra 21 settembre 2010, ore 20:45 CEST Terzo turno                                                | Tottenham | 1 – 4 referto                                           | Arsenal | White Hart Lane (35.883 spett.) |
| \| \| \| \| \| Keane 49’ \| Marcatori \| 15’ Lansbury 92’ (rig.), 96’ (rig.) Nasri 105’ Arshavin \| |           |                                                         |         |                                 |
| |           |                                                         |         |                                 |
| Keane 49’                                                                                           | Marcatori | 15’ Lansbury 92’ (rig.), 96’ (rig.) Nasri 105’ Arshavin |         |                                 |

### UEFA Champions League

#### Play-off
| Arbitro: | De Bleeckere |

|                                        |           |                              |
| Lulić 4’ Bienvenu 13’ Hochstrasser 28’ | Marcatori | 42’ Bassong 83’ Pavlyuchenko |

| Arbitro: | Duhamel |

|                                      |           |  |
| Crouch 5’, 61’, 78’ (rig.) Defoe 32’ | Marcatori |  |

#### Fase a gironi
| Arbitro: | Busacca |

|                       |           |                               |
| Almeida 43’ Marin 47’ | Marcatori | 12’ (aut.) Pasanen 18’ Crouch |

| Arbitro: | Hauge |

|                                                                |           |            |
| Van Der Vaart 47’ Pavlyuchenko 50’ (rig.), 64’ (rig.) Bale 85’ | Marcatori | 56’ Chadli |

| Arbitro: | Skomina |

|                                                |           |                      |
| Zanetti 2’ Eto'o 11’ (rig.), 35’ Stanković 14’ | Marcatori | 52’, 90’, 90+1’ Bale |

| Arbitro: | Kassai |

|                                               |           |           |
| Van Der Vaart 18’ Crouch 61’ Pavlyuchenko 89’ | Marcatori | 56’ Eto'o |

| Arbitro: | Olegário Benquerença |

|                                   |           |  |
| Kaboul 6’ Modrić 45+1’ Crouch 79’ | Marcatori |  |

| Arbitro: | Carlos Velasco Carballo |

|                                            |           |                                     |
| Landzaat 22’ (rig.) Rosales 56’ Chadli 64’ | Marcatori | 12’ (aut.) Wisgerhof 47’, 59’ Defoe |

#### Fase ad eliminazione diretta
| Arbitro: | Lannoy |

|  |           |            |
|  | Marcatori | 80’ Crouch |

| Londra 9 marzo 2011, ore 20:45 CET Ottavi di finale - Ritorno | Tottenham    | 0 – 0 referto | Milan | White Hart Lane\| Arbitro: \| De Bleeckere \| |
| Arbitro:                                                      | De Bleeckere |               |       |                                               |

| Arbitro: | Brych |

|                                              |           |  |
| Adebayor 5’, 57’ Di María 72’ C. Ronaldo 87’ | Marcatori |  |

| Arbitro: | Rizzoli |

|  |           |                |
|  | Marcatori | 50’ C. Ronaldo |

## Statistiche
Aggiornate al 22 maggio 2011

### Statistiche di squadra
| Competizione          | Punti | In casa | In casa | In casa | In casa | In casa | In casa | In trasferta | In trasferta | In trasferta | In trasferta | In trasferta | In trasferta | Totale | Totale | Totale | Totale | Totale | Totale | DR |
| Competizione          | Punti | G       | V       | N       | P       | Gf      | Gs      | G            | V            | N            | P            | Gf           | Gs           | G      | V      | N      | P      | Gf     | Gs     | DR |
| --------------------- | ----- | ------- | ------- | ------- | ------- | ------- | ------- | ------------ | ------------ | ------------ | ------------ | ------------ | ------------ | ------ | ------ | ------ | ------ | ------ | ------ | -- |
| Premier League        | 62    | 19      | 9       | 9       | 1       | 30      | 19      | 19           | 7            | 5            | 7            | 25           | 27           | 38     | 16     | 14     | 8      | 55     | 46     | +9 |
| FA Cup                | -     | 1       | 1       | 0       | 0       | 3       | 0       | 1            | 0            | 0            | 1            | 0            | 4            | 2      | 1      | 0      | 1      | 3      | 4      | -1 |
| Carling Cup           | -     | 0       | 0       | 0       | 0       | 0       | 0       | 1            | 0            | 0            | 1            | 1            | 4            | 1      | 0      | 0      | 1      | 1      | 4      | -3 |
| UEFA Champions League | 11    | 6       | 4       | 1       | 1       | 14      | 3       | 6            | 1            | 2            | 3            | 11           | 16           | 12     | 5      | 3      | 4      | 25     | 19     | +6 |
| Totale                | -     | 26      | 14      | 10      | 2       | 47      | 22      | 27           | 8            | 7            | 12           | 37           | 51           | 53     | 22     | 17     | 14     | 59     | 64     | -5 |

### Andamento in campionato
| Giornata  | 1  | 2 | 3  | 4  | 5 | 6 | 7 | 8 | 9 | 10 | 11 | 12 | 13 | 14 | 15 | 16 | 17 | 18 | 19 | 20 | 21 | 22 | 23 | 24 | 25 | 26 | 27 | 28 | 29 | 30 | 31 | 32 | 33 | 34 | 35 | 36 | 37 | 38 |
| --------- | -- | - | -- | -- | - | - | - | - | - | -- | -- | -- | -- | -- | -- | -- | -- | -- | -- | -- | -- | -- | -- | -- | -- | -- | -- | -- | -- | -- | -- | -- | -- | -- | -- | -- | -- | -- |
| Luogo     | C  | T | C  | T  | C | T | C | T | C | T  | T  | C  | C  | T  | C  | T  | C  | T  | T  | C  | T  | C  | T  | T  | C  | T  | T  | T  | C  | T  | C  | C  | T  | C  | T  | C  | T  | C  |
| Risultato | N  | V | P  | N  | V | P | V | V | N | P  | P  | N  | V  | V  | V  | N  | N  | V  | V  | V  | P  | N  | N  | V  | V  | V  | P  | N  | N  | N  | V  | N  | N  | P  | N  | P  | V  | V  |
| Posizione | 14 | 8 | 11 | 11 | 5 | 8 | 5 | 5 | 5 | 5  | 7  | 7  | 6  | 6  | 5  | 5  | 5  | 5  | 5  | 5  | 4  | 4  | 5  | 5  | 5  | 5  | 4  | 5  | 5  | 5  | 5  | 5  | 5  | 6  | 5  | 6  | 5  | 5  |

Legenda:

Luogo: C = Casa; T = Trasferta. Risultato: V = Vittoria; N = Pareggio; P = Sconfitta.

### Statistiche dei giocatori
| Giocatore        | Premier League | Premier League | Premier League | Premier League | FA Cup   | FA Cup | FA Cup      | FA Cup     | League Cup | League Cup | League Cup  | League Cup | Champions League | Champions League | Champions League | Champions League | Totale   | Totale | Totale      | Totale     |
| Giocatore        | Presenze       | Reti           | Ammonizioni    | Espulsioni     | Presenze | Reti   | Ammonizioni | Espulsioni | Presenze   | Reti       | Ammonizioni | Espulsioni | Presenze         | Reti             | Ammonizioni      | Espulsioni       | Presenze | Reti   | Ammonizioni | Espulsioni |
| ---------------- | -------------- | -------------- | -------------- | -------------- | -------- | ------ | ----------- | ---------- | ---------- | ---------- | ----------- | ---------- | ---------------- | ---------------- | ---------------- | ---------------- | -------- | ------ | ----------- | ---------- |
| B. Assou-Ekotto  | 30             | 0              | 2              | 0              | 2        | 0      | 0           | 0          | 1          | 0          | 0           | 0          | 12               | 0                | 1                | 0                | 45       | 0      | 3           | 0          |
| G. Bale          | 30             | 7              | 1              | 0              | 0        | 0      | 0           | 0          | 0          | 0          | 0           | 0          | 11               | 4                | 0                | 0                | 41       | 11     | 1           | 0          |
| S. Bassong       | 12             | 1              | 0              | 0              | 2        | 0      | 0           | 0          | 1          | 0          | 0           | 0          | 5                | 1                | 1                | 0                | 20       | 2      | 1           | 0          |
| D. Bentley       | 2              | 0              | 1              | 0              | 0        | 0      | 0           | 0          | 1          | 0          | 0           | 0          | 0                | 0                | 0                | 0                | 3        | 0      | 1           | 0          |
| S. Caulker       | 0              | 0              | 0              | 0              | 0        | 0      | 0           | 0          | 1          | 0          | 0           | 0          | 0                | 0                | 0                | 0                | 1        | 0      | 0           | 0          |
| V. Ćorluka       | 15             | 0              | 1              | 0              | 1        | 0      | 0           | 0          | 0          | 0          | 0           | 0          | 8                | 0                | 0                | 0                | 24       | 0      | 1           | 0          |
| P. Crouch        | 34             | 4              | 0              | 0              | 1        | 0      | 0           | 0          | 0          | 0          | 0           | 0          | 10               | 7                | 0                | 1                | 45       | 11     | 0           | 1          |
| C. Cudicini      | 8              | -7             | 0              | 0              | 1        | 0      | 0           | 0          | 0          | 0          | 0           | 0          | 4                | -6               | 0                | 0                | 13       | -13    | 0           | 0          |
| M. Dawson        | 24             | 1              | 6              | 0              | 2        | 0      | 0           | 1          | 0          | 0          | 0           | 0          | 6                | 0                | 0                | 0                | 32       | 1      | 6           | 1          |
| J. Defoe         | 22             | 4              | 0              | 1              | 2        | 2      | 0           | 0          | 0          | 0          | 0           | 0          | 6                | 3                | 1                | 0                | 30       | 9      | 1           | 1          |
| G. dos Santos    | 3              | 0              | 0              | 0              | 0        | 0      | 0           | 0          | 1          | 0          | 0           | 0          | 1                | 0                | 0                | 0                | 5        | 0      | 0           | 0          |
| W. Gallas        | 27             | 0              | 5              | 0              | 1        | 0      | 0           | 0          | 0          | 0          | 0           | 0          | 8                | 0                | 0                | 0                | 36       | 0      | 5           | 0          |
| H. Gomes         | 30             | -39            | 4              | 0              | 1        | -4     | 0           | 0          | 0          | 0          | 0           | 0          | 10               | -13              | 0                | 1                | 41       | -56    | 4           | 1          |
| T. Huddlestone   | 14             | 2              | 3              | 0              | 0        | 0      | 0           | 0          | 0          | 0          | 0           | 0          | 7                | 0                | 1                | 0                | 21       | 2      | 4           | 0          |
| A. Hutton        | 21             | 2              | 2              | 0              | 1        | 0      | 0           | 0          | 0          | 0          | 0           | 0          | 4                | 0                | 1                | 0                | 26       | 2      | 3           | 0          |
| J. Jenas         | 19             | 0              | 2              | 0              | 0        | 0      | 0           | 0          | 1          | 0          | 0           | 0          | 8                | 0                | 2                | 0                | 28       | 0      | 4           | 0          |
| Y. Kaboul        | 21             | 1              | 2              | 1              | 0        | 0      | 0           | 0          | 0          | 0          | 0           | 0          | 3                | 1                | 0                | 0                | 24       | 2      | 2           | 1          |
| R. Keane         | 7              | 0              | 0              | 0              | 0        | 0      | 0           | 0          | 1          | 1          | 0           | 0          | 5                | 0                | 0                | 0                | 13       | 1      | 0           | 0          |
| L. King          | 6              | 0              | 0              | 0              | 0        | 0      | 0           | 0          | 0          | 0          | 0           | 0          | 3                | 0                | 0                | 0                | 9        | 0      | 0           | 0          |
| N. Kranjčar      | 13             | 2              | 1              | 0              | 1        | 0      | 0           | 0          | 1          | 0          | 0           | 0          | 6                | 0                | 0                | 0                | 21       | 2      | 1           | 0          |
| A. Lennon        | 34             | 3              | 1              | 0              | 1        | 0      | 0           | 0          | 1          | 0          | 0           | 0          | 10               | 0                | 0                | 0                | 46       | 3      | 1           | 0          |
| J. Livermore     | 0              | 0              | 0              | 0              | 0        | 0      | 0           | 0          | 1          | 0          | 1           | 0          | 0                | 0                | 0                | 0                | 1        | 0      | 1           | 0          |
| L. Modrić        | 32             | 3              | 3              | 0              | 2        | 0      | 0           | 0          | 0          | 0          | 0           | 0          | 9                | 1                | 1                | 0                | 43       | 4      | 4           | 0          |
| K. Naughton      | 0              | 0              | 0              | 0              | 0        | 0      | 0           | 0          | 1          | 0          | 1           | 0          | 0                | 0                | 0                | 0                | 1        | 0      | 1           | 0          |
| W. Palacios      | 21             | 0              | 5              | 0              | 1        | 0      | 0           | 0          | 1          | 0          | 0           | 0          | 8                | 0                | 2                | 0                | 31       | 0      | 7           | 0          |
| R. Pavljučenko   | 29             | 10             | 3              | 0              | 1        | 0      | 1           | 0          | 1          | 0          | 0           | 0          | 8                | 4                | 1                | 0                | 39       | 14     | 5           | 0          |
| S. Pienaar       | 8              | 0              | 1              | 0              | 1        | 0      | 0           | 0          | 0          | 0          | 0           | 0          | 2                | 0                | 0                | 0                | 11       | 0      | 1           | 0          |
| S. Pletikosa     | 0              | 0              | 0              | 0              | 0        | 0      | 0           | 0          | 1          | -4         | 0           | 0          | 0                | 0                | 0                | 0                | 1        | -4     | 0           | 0          |
| D. Rose          | 4              | 0              | 0              | 0              | 0        | 0      | 0           | 0          | 0          | 0          | 0           | 0          | 0                | 0                | 0                | 0                | 4        | 0      | 0           | 0          |
| Sandro           | 19             | 1              | 4              | 0              | 2        | 0      | 1           | 0          | 1          | 0          | 0           | 0          | 4                | 0                | 0                | 0                | 26       | 1      | 5           | 0          |
| A. Townsend      | 0              | 0              | 0              | 0              | 1        | 1      | 0           | 0          | 0          | 0          | 0           | 0          | 0                | 0                | 0                | 0                | 1        | 1      | 0           | 0          |
| R. van der Vaart | 28             | 13             | 4              | 0              | 1        | 0      | 1           | 0          | 0          | 0          | 0           | 0          | 7                | 2                | 2                | 1                | 36       | 15     | 7           | 1          |
| K. Walker        | 1              | 0              | 0              | 0              | 0        | 0      | 0           | 0          | 0          | 0          | 0           | 0          | 0                | 0                | 0                | 0                | 1        | 0      | 0           | 0          |
| J. Woodgate      | 0              | 0              | 0              | 0              | 0        | 0      | 0           | 0          | 0          | 0          | 0           | 0          | 1                | 0                | 0                | 0                | 1        | 0      | 0           | 0          |